# 牧の内ダム

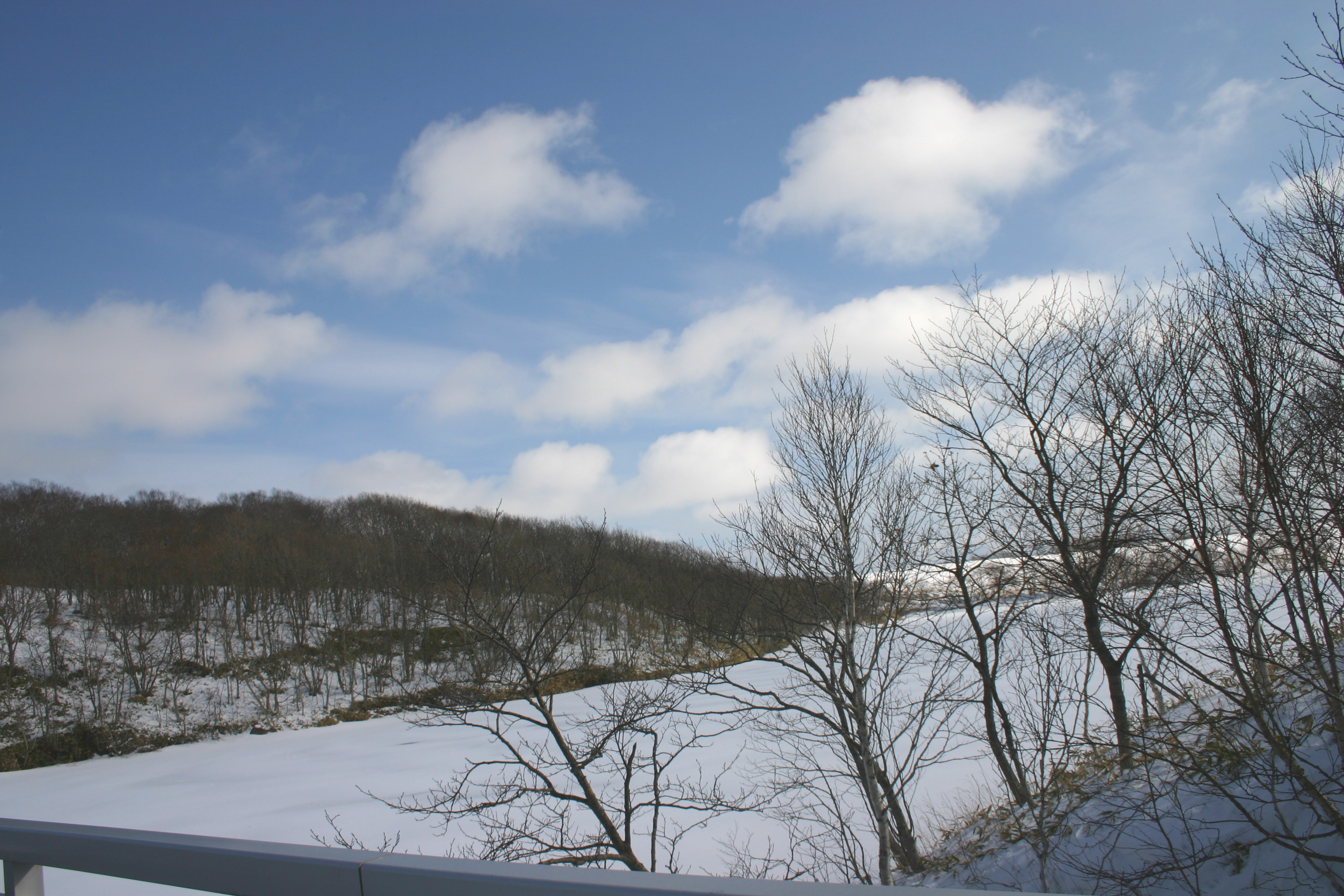
牧の内ダム貯水池（人造湖）

牧の内ダム（まきのうちダム）は、北海道根室振興局根室市にあるコタンケシ川水系普通河川コタンケシ川の上流部に築造された水道用ダムであり、根室振興局内で唯一のダムにして日本最東端のダムでもある。

## 概要
1979年（昭和54年）9月着工、1980年（昭和55年）11月に完成した上水道専用ダム。有効貯水量：500,000m3で、日量7,396m3 （最大）の上水道を根室市一円に供給する。

## 牧の内ダム貯水池
総貯水容量：750,000m3、常時満水位標高：EL 18.5m、利用水深：3.7mの人造湖 である。